# Vicente Pelechano
Vicente Pelechano Barberá (Algemesí, provincia de Valencia, 17 de junio de 1943 - 13 de abril de 2016), fue un psicólogo español. 

## Biografía
Fue profesor de Psicología desde 1968 (Universidad Complutense de Madrid y Universidad Autónoma de Madrid) y catedrático desde 1974 en la Universidad de La Laguna. Fue autor de más de 40 libros especializados en psicología y más de 200 artículos fundamentalmente en Personalidad y Psicología Clínica. Fue director de las revistas Análisis y Modificación de Conducta (desde 1975) y Psicologemas (desde 1987). Conocido por ser el autor del Modelo de Parámetros en Psicología de la Personalidad. Estudió en la Universidad de Valencia becado en el Colegio Mayor San Juan de Ribera de Burjasot donde ingresó en 1963. Falleció el 13 de abril de 2016.
- Datos: Q6161280